# Sládkovičovo
Sládkovičovo (do 1948. Diosek, njem. Diosek, mađ. Diószeg)  je grad u zapadnoj Slovačkoj u Trnavskom kraju  upravno pripada Okrugu Galanta.

## Zemljopis
Grad se smijestio u Podunavskoj nizini na rijeci Dudváh, u regiji poznatoj kao Dolné Považie, oko 45 km istočno od glavnog grada Slovačke Bratislave i 8 km od sjedišta okruga Galante.

## Povijest
Prvi pisani zapis o gradu datira iz 1252. a spominje se u dokumentu kralja Bele II. Slijepog, vjerojatno dobio ime po šumi oraha. Godine 1530. osvajaju ga Osmanlije. Povlastice grada je dobilo 1582. Obitelj Esterhazy bila je vlasnik grada da bi u 19. stoljeću obitelj Zichy postala vlasnik grada. Tokom vladavine  Josipa II., njemački poljoprivrednici i obrtnici naselili su grad. Željeznička pruga stigla je u grad 1850. godine i grad je dobio željeznički kolodvor, 1867. izgrađena je tvornica šećera. Godine 1870. naselja je ponovo dobilo status grada. Nakon raspada Austro-Ugarske 1918. godine, grad je pripao Čehoslovačkoj. Kao rezultat Prve bečke arbitraže grad je ponovo kratko pripadao Mađarskoj od 1938. do 1945. Godine 1948. grad je preimenovan iz Dioseka da Sládkovičovo u čast slovačkoga pjesnika Andreja Sládkoviča.

## Stanovništvo
| Godina:     | 1993. | 2003.   | 2013.   | 2023.   |
| ----------- | ----- | ------- | ------- | ------- |
| Broj ljudi: | 5892  | 5631    | 5365    | 5411    |
| Razlika:    |       | -4,42 % | -4,72 % | +0,85 % |

| Godina:     | 2022. | 2023.   |
| ----------- | ----- | ------- |
| Broj ljudi: | 5415  | 5411    |
| Razlika:    |       | -0,07 % |

Po popisu stanovništva iz 2001. godine grad je imao 6078 stanovnika. Po popisu stanovništva u gradu živi najviše Slovaka.
- Slovaci 59,46 %
- Mađari 38,50 %
- Romi 0,92 %
- Česi 0,53 %

Prema vjeroispovijesti najviše je rimokatolika 66,78 %, ateista 18,02 % i luterana 9,62 %.

## Gradovi prijatelji
- Csorvás, Mađarska
- Diosig, Rumunjska

## Vanjske poveznice
- Službena stranica grada

### Ostali projekti
|  | Zajednički poslužitelj ima još gradiva o temi Sládkovičovo |